# Пескосолидо
Пескосолидо (итал. Pescosolido) — коммуна в Италии, располагается в регионе Лацио, подчиняется административному центру Фрозиноне.
Население составляет 1568 человек, плотность населения составляет 36 чел./км². Занимает площадь 44 км². Почтовый индекс — 03030. Телефонный код — 0776.
Покровителем коммуны почитается Иоанн Креститель, празднование 14 сентября.